# رويل مورس
رويل مورس مواليد 16 ديسمبر 1978 في بلجيكا، هو لاعب كرة سلة بلجيكي سابق. بدأ مسيرته الاحترافية في سنة 1996. يبلغ طوله 6 قدم 3 بوصة (1.9 م). اعتزل اللعب في 2015.

## المسيرة الاحترافية
لعب مع سبيرو شارلوروا من سنة 2002 إلى 2006، ثم لعب مع أسفيل باسكت في الدوري الفرنسي في موسم 2006–2007، ثم لعب مع سبيرو شارلوروا في موسم 2007–2008.

## روابط خارجية
- رويل مورس على موقع الاتحاد الدولي لكرة السلة (الإنجليزية)
- رويل مورس على موقع كرة السلة الأوروبية.كوم (الإنجليزية)
- رويل مورس على موقع ريلجم (الإنجليزية)
- رويل مورس على موقع بروبوليرز (الإنجليزية)
- رويل مورس على موقع سبورتس رفرنس (الإنجليزية)